# Basella excavata
Basella excavata är en växtart i släktet malabarspenater och familjen malabarspenatväxter. Den beskrevs först av George Francis Scott-Elliot. Inga underarter finns listade i Catalogue of Life.
Basella excavata är endemisk i västra och södra Madagaskar, där den återfinns på öppna ytor på låg höjd. Den skiljs från de närbesläktade B. leandriana och B. madagascariensis på sina små blommor och frukter. Liksom de andra madagaskiska arterna av Basella är den dåligt känd.